# Kazuma Kiryu
(Kazuma Kiryu in Like a Dragon: Infinite Wealth)
Kazuma Kiryu (桐生 一馬) è un personaggio immaginario nonché protagonista della serie di videogiochi Yakuza.
È doppiato in giapponese da Takaya Kuroda e in inglese da Darryl Kurylo.

## Biografia
Kazuma Kiryu nasce il 17 Giugno del 1968. Diviene presto orfano dei suoi genitori assassinati da Shintaro Kazama, uno yakuza alle dipendenze della famiglia Dojima con a capo Sohei Dojima.
Qui grazie proprio a Kazama vive in un orfanotrofio, il Sunflower, dove conosce durante la sua infanzia Akira "Nishiki" Nishikiyama, che diverrà presto come un fratello, la sorella di Nishiki - Yuko Nishikiyama - e la sua futura ragazza Yumi Sawamura.
Kiryu e Nishiki decidono di diventare yakuza ma il loro patrigno e tutore, Shintaro Kazama, non d'accordo si scontra con loro fisicamente accettandoli poi sotto di sé.
Kiryu diviene uno yakuza sotto le dipendenze del Clan Dojima, una grande famiglia malavitosa sussidiaria del più grande clan yakuza del Kanto, il Tojo Clan. Il suo capofamiglia è Shintaro Kazama, il suo capogruppo è Osamu Kashiwagi, e in queste due figure Kazuma impara una forte moralità e un profondo rispetto. Qui nella sua gioventù si fa tatuare un drago dietro la schiena come simbolo di ciò che deve sopportare come yakuza. Kiryu si fidanza con Yumi Sawamura ma un incidente nel 1995 la divide da lei finendo in carcere per dieci lunghi anni. Perde l'amicizia del suo amico fraterno Akira Nishiki a causa dell'avidità di quest'ultimo e si ritrova a scontrarsi con nemici sempre più forti durante il suo errare. 
Masaru Sera, terzo presidente del Tojo clan, sotto consiglio di Shintaro Kazama lo elegge a quarto capofamiglia del gruppo; carica questa che gli rimarrà a vita anche se lui ne rinuncia sin da subito.
Kiryu, persa Yumi Sawamura, adotta per una serie di eventi, Haruka Sawamura la figlia della donna che amava, una bambina molto intelligente e molto coraggiosa. Con questa ragazza, Kiryu trova un nuovo scopo nella sua vita. Forgia caratterialmente tra le varie problematiche che accorrono, Daigo Dojima, figlio di quel Sohei che gli rovinò la vita sentimentale con Yumi. Egli trova però in Daigo un valido uomo sia come morale sia decisionale, differendo totalmente dall'avido padre. Kiryu ha tanto fiducia in Daigo che arriva ad affidare le sorti dell'imponente Tojo clan investendolo della carica di sesto capofamiglia del grande gruppo yakuza.

Kiryu ha una forte rivalità con Goro Majima, soprannominato il cane pazzo di Shimano, uno yakuza che però pur sembrando psicotico o folle condivide ogni pensiero e decisione di Kazuma rispettandolo in tutto.
Kiryu ha un forte senso del dovere e della morale, pur essendo uno yakuza e poi un civile. Annovera molte importanti amicizie i quali sono attratti dal suo carattere portandogli molto rispetto e ammirazione. Tra questo abbiamo Makoto Date, un bravo poliziotto di Tokyo, Shun Akiyama, un agente che ha una sede di finanziamento e presta denaro alle volte anche gratis, Kazuki e Yuya, due host del club Stardust sempre pronti a dargli asilo nei tempi difficili e Kage il fioraio che detiene una potente rete di telecamere e informatori nel Kamurocho.

## Videogiochi

### Yakuza 0
Inizio dicembre 1988, Kazuma Kiryu ha 20 anni e lavora come esattore di debiti sotto il clan Dojima alle dipendenze del suo patrigno e mentore Shintaro Kazama insieme al suo amico fraterno Akira "Nishiki" Nishikiyama.
Durante questo lavoro, Kazuma viene accusato di aver ucciso uno dei suoi debitori in un lotto vacante nel vecchio centro commerciale nel Kamurocho; lotto questo che fa gola a molti investitori e speculatori edilizi, tra i quali Sohei Dojima stesso dell'omonimo clan. Il vecchio centro commerciale nel cuore del Kamurocho è incluso nella legge di riqualificazione urbana del nuovo millennio che dona ingenti fondi dando come conseguenza una corsa agguerrita all'acquisto sconsiderato dei vari lotti.
Kazuma incastrato per non far ricadere la colpa su Kazama, ora incarcerato per un banale reato, si addossa la responsabilità dell'accaduto seppur innocente, facendo richiesta di espulsione dal clan Dojima. A questa decisione si oppongono il suo capogruppo e amico di Kazama, Osamu Kashiwagi e Nishiki. Per tale richiesta, Daisaku Kuze, uno dei tre luogotenenti di Sohei Dojima si scontra a morte con lui per punirlo nella residenza dell'oyabun. Dietro a questo omicidio che incastra il giovane c'è proprio la mano di Kuze con lo scopo di destituire Shintaro Kazama, l'attuale braccio destro di Dojima e prenderne il posto. Ma alla corsa di capogruppo della famiglia oltre a Kuze ci sono anche gli altri due luogotenenti, Hiroki Awano e Keiji Shibusawa.
Kazuma nel frattempo fa la conoscenza con Testsu Tachibana, un caro amico di Shintaro Kazama, della Tachibana Real Estate. Egli è un imprenditore edilizio che vuole a tutti i costi sottrarre il lotto vacante nel cuore del Kamurocho e ostacolare Dojima. Con l'aiuto di Jun Oda, l'amico fidato di Tachibana, impara a gestire gli acquisti dei lotti di terreno. Hiroki Awano visto il fallimento di Kuze tenta in tutti i modi di corrompere e ostacolare Kazuma arrivando a minacciarlo di morte con una pistola puntata. Con l'aiuto provvidenziale di Akira Nishiki, Kazuma scopre che il suo amico fraterno ha il compito di assassinarlo. Dopo una triste discussione Nishiki non se la sente di ucciderlo e Kazuma determinato più che mai vuole la verità. Trova riparo nel bar Serena gestito da Reina, l'amica di Nishiki, ma qui viene accerchiato da Awano e Kuze. Solo l'intervento d'aiuto improvviso di Tachibana, Kazuma è salvo. Kazuma ormai alle strette dal clan Dojima, cerca aiuto a little Asia dalla mafia cinese tramite intercessione di Tachibana, ma questi rifiutano per paura.
Su consiglio di Tachibana e in compagnia di Oda, Kazuma incontra il secondo presidente del Tojo clan, Takashi Nihara. Tachibana con una ingente somma di denaro acquista la fiducia dell'anziano capo per salvare la vita a Kazuma e bloccare Dojima. Dopodiché Kazuma e i due partono per Osaka per incontrare finalmente il vero proprietario del lotto vacante. Tachibana per suoi problemi fisici non può essere presente all'incontro, cosicché Kazuma con Oda arriva nel quartiere bordello di Osaka dove fa conoscenza con un uomo di nome Masaru Sera della Nikkiu Consortium. Conosciuta Makoto Makimura, una povera ragazza cieca, parte alla volta di Tokyo, ma qui Oda tradisce i due. Oda è alle dipendenze di Shibusawa, ma questi per una serie di eventi tradisce il suo mandante. Shibusawa fa la sua apparizione per rapire Makoto, ma Kazuma scappa con lei inseguito in auto dalla banda di Shibusawa, più che determinati a farli fuori tanto che utilizzano un elicottero e lanciarazzi. Oda per il suo tradimento viene ammazzato da Shibusawa furioso. Makoto in lacrime dichiara di essere cinese ed è la sorella di Tachibana, un suo fratello da tempo creduto scomparso. Ella è erede del lotto vacante perché suo nonno di origini giapponesi l'ha resa erede alla sua morte.
Kazuma scopre che Tachibana è in pericolo, infatti viene rapito da Lao Gui uno spietato killer cinese. Kuze è il mandante, ma durante l'interrogatorio a Tachibana uno dei sottoposti di Kuze preso dall'ira uccide il giovane imprenditore. Kazuma con Nishiki riunitosi a lui, furioso sconfigge Kuze e porta il cadavere di Tachibana a sua sorella Makoto. Qui Makoto presa dallo shock riacquista la vista e scappa vagando per la città. Kazuma scopre che Shibusawa l'ha rapita per estorcergli la proprietà del lotto vagante, e una volta avuto il terreno e Sohei Dojima con Lao Gui ferisce mortalmente la giovane. La ragazza è ferita e in ostaggio su di una barca di lusso della Nikkiu Consortium presa d'assalto da Shibusawa, Kazuma dapprima sconfigge per l'ennesima volta Kuze, poi con l'aiuto di Nishiki e Kashiwagi irrompe sullo yacht. Sulla barca Kazuma ingaggia un furioso combattimento con Shibusawa, il quale è soprannominato il "Drago di Dojima" per via del suo dragone dietro la schiena proprio come quello di Kazuma. Sconfitto Shibusawa, Kazuma è tentato di dare il colpo di grazia e uccidere Shibusawa ma viene fermato e fatto ragionare da Nishiki. Da questo evento in poi, per aver sconfitto Shibusawa, Kazuma Kiryu verrà conosciuto con il soprannome di Drago di Dojima.
Dopo queste vicende, Kazama è pronto ad uscire dal carcere, Kazuma è di nuovo riammesso nel gruppo del clan, e Dojima perde tutto il suo potere venendo degradato dal secondo presidente Nihara a causa dei molteplici fastidi arrecati. Makoto cede il terreno a Masaru Sera il quale verrà investito con una cerimonia solenne dal secondo capoclan del Tojo clan a terzo erede e presidente. Kazuma al termine si ritrova con Reina e Nishiki e si presenta a loro con gli abiti in bianco e camicia rossa dichiarando che vuole essere un'importante yakuza con sue regole e una sua morale. Uscendo sotto il portale del Kamurocho incontra Majima Goro, che lo chiama con l'iconico "Kazuma-chan!".

### Yakuza
Kazuma Kiryu è cresciuto nell'orfanotrofio Sunflower, insieme ad Akira "Nishiki" Nishikiyama (divenendo il suo migliore amico fraterno). Quando era ancora un bambino, i suoi genitori furono uccisi da Shintaro Fuma, un affiliato del Clan Tojo appartenente alla Famiglia Dojima. Costui però, portò Kazuma all'orfanotrofio e finanziò lo stesso. In seguito, quando Kazuma crebbe, venne presentato alla Famiglia Dojima, insieme a Nishiki. Fuma divenne un padre per Kazuma che lo supportò anche all'interno della Famiglia mafiosa e negli anni che seguirono durante il suo rilascio dalla prigione. Kazuma salì rapidamente la gerarchia del Tojo Clan, guadagnandosi il soprannome di "Drago di Dojima" (堂島の龍, Dōjima no Ryū), a causa del tatuaggio dietro alla schiena. Ad un certo punto comincia a considerare l'idea di avere un proprio gruppo di subordinati, finché non viene incastrato con l'accusa di assassinio del boss, Sohei Dojima, e perciò condannato a 10 anni di reclusione.
Nel dicembre del 2005, dopo il carcere, Kazuma ritorna nella sua città natale, a Tokyo e nel quartiere a luci rosse il Kamorucho, ma a causa dell'omicidio del proprio oyabun viene condannato a morte dall'intera comunità yakuza. Trovatosi scaraventato nuovamente nel mondo della malavita giapponese, ha vari aiuti da persone inaspettate come barboni e combattenti nei più profondi quartieri malfamati del Kamurocho. Kazuma in quest'occasione stringerà un'amicizia fondamentale con due host, Kazuki e Yuya, padroni dello Stardust, un host club per sole donne, con un detective di polizia, Makoto Date, con un suo vecchio amico/rivale Goro Majima e Kage il fioraio che conosce ogni angolo del Kamurocho grazie alla sua potente rete di informatori e telecamere nascoste.
Nel risalire la china scoprirà che al Tojo clan mancano 10 miliardi di yen e a questo grave episodio è collegata la morte improvvisa del terzo presidente del Tojo Clan, Masaru Sera. L'intreccio è complicato con l'incontro improvviso e casuale con Haruka, una piccola bambina che attira l'interesse di ogni gruppo criminale nel paese nonché di un potente politico mafioso - Kyohei Jingu. Tramite lei riesce a ricongiungersi con Yumi, il suo amore d'infanzia, scoprendo con sorpresa che è figlia di quest'ultima e di Jingu. Nella Millennium Tower - il grande grattacielo simbolo del potere del Tojo Clan al centro del Kamurocho, si vedrà Kazuma scoprire tutti gli accordi tra il suo vecchio amico d'infanzia e Jingu, i 10 Miliardi di Yen e il perché dell'assassinio di Sera nonché, con suo stupore, essere designato come vero erede a quarto capofamiglia del Tojo clan. Kazuma sfida Nishikiyama che dopo una dura lotta viene sconfitto, ma Jingu nell'ultimo tentativo di vincere spara a tradimento a Kazuma, ma Yumi farà da scudo morendo tra le sue braccia. Jingu morirà nell'esplosione della Millennium Tower e Kazuma salvato da Date. Kazuma Kiryu rinuncerà alla carica di quarto capofamiglia per Yukio Terada, lasciando il Kamurocho per iniziare una nuova vita con Haruka.

### Yakuza 2
Kazuma decide di iniziare una nuova vita onesta adottando Haruka ma ben presto dopo quasi un anno dai fatti della Millennium Tower, il quinto presidente del clan Tojo, Yukio Terada, viene assassinato. Con la sede vancante del Tojo Clan e la minaccia progressiva della Omi Alliance, la potente mafia del Kansai, Kazuma Kiryu sceglie Daigo Dojima, figlio di Sohei Dojima suo ex oyabun e vecchio possibile erede, per la leadership del clan, ma il giovane non vuole tale responsabilità. Successivamente Kazuma viene messo sotto la custodia protettiva di una detective chiamata Kaoru Sayama di Osaka, che lo utilizza per avvicinarsi al Tojo Clan e per scoprire il suo passato. Kazuma, con l'aiuto di Goro Majima e Kaoru e nel convincere Daigo scoprirà gli intrighi di potere per conquistare i territori economici del Tojo clan da parte dell'Omi Alliance e della mafia sud coreana e in questa occasione fa la dura conoscenza con il " Drago del Kansai"- Ryuji Goda.
Ryuji Goda si scoprirà essere il fratellastro perduto di Kaoru, ma morirà nello scontro finale a causa di Terada, creduto morto e doppiogiochista in quanto era un infiltrato della Jingweon mafia, una organizzazione criminale sud coreana spazzata via dieci anni prima dal padre di Kaoru. Al termine dello scontro con l'Omi Alliance, Kazuma e Kaoru si dichiarano i loro sentimenti facendo intendere una possibile relazione futura. Assisterà all'investitura a sesto capofamiglia del Tojo Clan di Daigo Dojima, tenuto sott'occhio dal suo "guardiano" Majima Goro affinché nessuno gli faccia del male.

### Yakuza 3
Marzo 2009, Kazuma Kiryu ormai lasciato il Kamurocho per vivere ad Okinawa, dirige l'orfanotrofio Sunshine e bada a nove bambini, tra cui Haruka Sawamura. La tranquillità viene interrotta quando viene coinvolto in un agguato un suo amico capofamiglia di Okinawa, Shigeru Nakahara ad opera del suo patrigno Fuma redivivo. Ma dietro a questo episodio si nasconderà la figura sconosciuta del fratello del suo patrigno, Joji Fuma/Kazama - un agente C.I.A. statunitense ma giapponese ed un piano politico ed economico per investire ad Okinawa di alcune famiglie arriviste del Tojo clan deluse dalla gestione e dalla giovane età del capoclan Daigo Dojima. Quando a Tokyo Yoshitaka Mine, uno yakuza self made man insieme al capofamiglia Goh Hamazaki dell'omonimo clan, tenta la scalata al potere all'interno del Tojo Clan e con un complotto ordito insieme a dei membri della CIA deviata, i Black Monday guidati da Andre Richardson, Kazuma si ritrova nuovamente coinvolto per non far chiudere l'orfanotrofio e con l'aiuto del fratello gemello del suo patrigno, Joji Kazama, rivelatosi un leale e onesto agente della CIA, aiuterà Daigo e Goro Majima a superare la crisi. Yoshitaka Mine verrà sconfitto da Kazuma Kiryu e capendo i suoi errori si suiciderà uccidendo contemporaneamente il capo della CIA complottista - Andre Richardson. Kazuma al termine della vicenda, pronto al rientro ad Okinawa viene accoltellato gravemente a tradimento da un Goh Hamazaki ormai privo di ogni dignità e potere.

### Yakuza 4
2010, Kazuma Kiryu vive tranquillo ad Okinawa quando trova, sulla spiaggia dell'orfanotrofio che gestisce, un losco figuro dal nome di Taiga Saejima. Dopo uno scontro fisico Taiga lascia Kazuma non prima di stringere amicizia con Haruka. Tempo dopo ritrova Goh Hamazaki, evaso dal carcere e ormai morente. Goh nel chiedere perdono per l'accaduto in Yakuza 3, chiede aiuto per salvare e intercessione per Taiga Saejima. Nella ricerca di Taiga si imbatte in una donna di nome Lily (Yasuko Saejima), sorella di questo che tenta disperatamente di racimolare 1 milione di yen per salvarlo. Tornato al Kamurocho, Kazuma ritrova gli amici di un tempo tra i senzatetto e in questa occasione si scontra con gli altri due protagonisti, un giovane poliziotto ed uno strozzino dalle regole personali alquanto speciali. I loro nomi sono Masayoshi Tanimura e Shun Akiyama. Ritrovato Goro Majima scopre l'impotenza di autorità decisionale di Daigo dinanzi alla nuova crisi del Tojo Clan che lo vede nuovamente coinvolto. Si scontrerà proprio con Daigo in cima alla Millennium Tower per fargli capire cosa significa essere moralmente presidente erede del Tojo Clan.

### Yakuza 5
Dicembre 2012, Kazuma riceve una donna di nome Mirei Park, una talent scout di giovani idol. Mirei è intenzionata a trasformare Haruka in una cantante e ballerina di successo ma per fare questo la ragazza deve tagliare ogni legame sentimentale con Kazuma e i bambini dell'orfanotrofio. A questa scelta e alla crisi economica dell'orfanotrofio, Kazuma accetta la proposta di Mirei Park lasciando andare Haruka. Per mantenere lei e i bambini decide di trasferirsi a Fukuoka dove lavora come tassista in incognito. Nella sua nuova vita stringe varie amicizie con il suo datore di lavoro, una relazione amorosa con una giovane hostess di nome Mayumi, ma questa a sua insaputa cela la sua reale identità essendo la figlia del capoclan locale di Fukuoka. Triste per la separazione con Haruka lavora senza scopo e sentimenti ma la sua routine viene spezzata quando incontra una sera Daigo Dojima. Pochi giorni dopo riceve la notizia della scomparsa di Daigo e della morte di Majima Goro, Kazuma viene così coinvolto da due uomini del Tojo Clan, Aizawa e Morinaga - le guardie del corpo di Daigo, che sono alla ricerca del loro oyabun e tampinano Kazuma essendo l'ultimo testimone prima della sua scomparsa. Kazuma nel suo vagare scopre molti retroscena sulla decisione di Daigo di sparire e sulla presunta morte di Goro Majima. Dietro a tutto c'è l'Omi Alliance di Osaka, avendo ora la reggenza vacante ha una lotta intestina fra tre varie famiglie principali sull'eredità di capoclan assoluto. Combatte con Taiga Sejima contro i capoclan dell'Omi Alliance sul tetto del complesso commerciale Kamurocho Hills, ma nel mentre viene sparato sul fianco dal settimo capofamiglia di Osaka, Tsubasa Kurosawa. Viene salvato da Daigo, dove a sua volta rimane gravemente ferito, e in seguito a questi eventi Haruka non è più in pericolo. 

Kazuma deciso a porre fine a tutto affronterà la sfida finale con Aizawa, figlio del settimo presidente Tsubasa Kurosawa, erede di una delle tre famiglie di Osaka e dell'Omi Alliance che si era infiltrato tra gli uomini del Tojo Clan. Dopo il duro scontro vaga ferito e dissanguato per Tokyo perdendo conoscenza non senza ritrovare Haruka che gli farà intendere i suoi sinceri sentimenti d'affetto.

### Yakuza 6
Dicembre 2012, Kazuma Kiryu dopo aver sconfitto Aizawa Kurosawa è all'ospedale per le gravi ferite, ma viene raggiunto da un ordine di cattura della polizia. Ripresosi, dialoga con Daigo, anch'egli ricoverato in ospedale, confidandogli che vuole pagare anche stavolta il suo debito con la giustizia, in maniera tale che Haruka Sawamura e i bambini dell'orfanotrofio non vengano coinvolti con gli eventi accaduti, declinando così l'aiuto di Daigo. I primi mesi di carcere Kazuma riceve le visite di Haruka, ma poi per i restanti tre anni di pena ne perde ogni contatto. 

Primavera 2015, Kazuma Kiryu esce di prigione e torna ad Okinawa dai suoi bambini dell'orfanotrofio, ma qui apprende che Haruka, presa dalla depressione e dai continui fastidi dei paparazzi, è scomparsa lasciando tutti. Kazuma riparte per Tokyo, al Kamurocho e ritrova Makoto Date, il amico poliziotto, e con lui viene a sapere che c'è stata un ricambio nella mafia Cinese, e questi hanno una guerra in atto con il Tojo clan. Daigo, Majima Goro e Taiga Saejima sono incarcerati, e i nuovi reggenti sembrano essere deboli di fronte a questo ennesimo problema. Kazuma apprende anche che Haruka è stata vittima di un incidente stradale ed è in coma all'ospedale, ma la cosa che più lo sorprende è che diventata madre di un piccolo bambino di nome Haruto Sawamura. Con l'aiuto di Date e Shun Akiyama prende con sé il bambino Haruto in affidamento e viaggia in cerca del padre e per scoprire la verità sull'incidente di Haruka. Questa ricerca lo porta ad Hiroshima.